# 一ノ瀬和夫
一ノ瀬 和夫（いちのせ かずお、1951年 - ）は、日本のアメリカ演劇学者。

## 経歴
1975年早稲田大学教育学部英語英文学科卒業、1981年立教大学大学院文学研究科英米文学専修博士課程単位取得満期退学、都留文科大学文学部英文学科講師、1984年助教授、1992年立教大学一般教育部助教授、1998年立教大学経済学部助教授、2001年教授、2008年立教大学異文化コミュニケーション学部長。立教大学異文化コミュニケーション学部の設立に準備室長として関わり、2008年の開設と同時に初代学部長に就任。退任後退職。

## 共編著
- 『たのしく読める英米演劇―作品ガイド120』外岡尚美共編著 2001年、ミネルヴァ書房
- 『境界を越えるアメリカ演劇―オールタナティヴな演劇の理解』外岡尚美共編著 2001年、ミネルヴァ書房